# Municipio de Roseville (condado de Kandiyohi)
El municipio de Roseville (en inglés: Roseville Township) es un municipio ubicado en el condado de Kandiyohi en el estado estadounidense de Minnesota. En el año 2010 tenía una población de 622 habitantes y una densidad poblacional de 6,78 personas por km².

## Geografía
El municipio de Roseville se encuentra ubicado en las coordenadas 45°21′59″N 94°49′10″O / 45.36639, -94.81944. Según la Oficina del Censo de los Estados Unidos, el municipio tiene una superficie total de 91.71 km², de la cual 90,56 km² corresponden a tierra firme y (1,25 %) 1,14 km² es agua.

## Demografía
Según el censo de 2010, había 622 personas residiendo en el municipio de Roseville. La densidad de población era de 6,78 hab./km². De los 622 habitantes, el municipio de Roseville estaba compuesto por el 96,78 % blancos, el 0,16 % eran amerindios, el 0,48 % eran asiáticos, el 1,93 % eran de otras razas y el 0,64 % eran de una mezcla de razas. Del total de la población el 4,82 % eran hispanos o latinos de cualquier raza.